# Alupka
Alupka (ukrajinsky Алупка, krymskou tatarštinou Alupka) je město na poloostrově Krym, sporném území považovaném za část Ukrajiny, ale ovládaném od Krymské krize Ruskem. Leží přibližně sedmnáct kilometrů na západ od Jalty a jeden kilometr na západ od Gaspry. Má svůj rekreační přístav.

## Geografie
Alupka je přímořské letovisko na jižním Krymu, které se nachází na jižním svahu Krymských hor, poblíž úpatí hory Aj-Petri. Nachází se v krymském sub-středomořském ekoregionu. Je to nejjižnější město v regionu.
Průměrná roční teplota vzduchu je +13,6 °C. Průměrné roční srážky jsou asi 500 mm.

## Historie

### Středověk a etymologie názvu
Na místě dnešního města stála řecká kolonie zvaná Alepochori, česky Liščí vesnice (ze starořeckého Alepo - Liška a Chorion - vesnice). První písemná zmínka o městě pochází z roku 960. V dalších dokumentech z 10. století se obec označuje jako Alubika, Alopeka a později Alupka.
Ve 14. a 15. století se zde připomíná janovská kolonie, zvaná Lupico (Liščí díra). V letech 1475-1774 byla Alupka korunní doménou osmanských sultánů. Po připojení Krymu k Rusku v roce 1784 patřila Alupka do osobního vlastnictví knížete Grigorije Potěmkina. Historická architektura byla vážně poškozena během krymské války. 

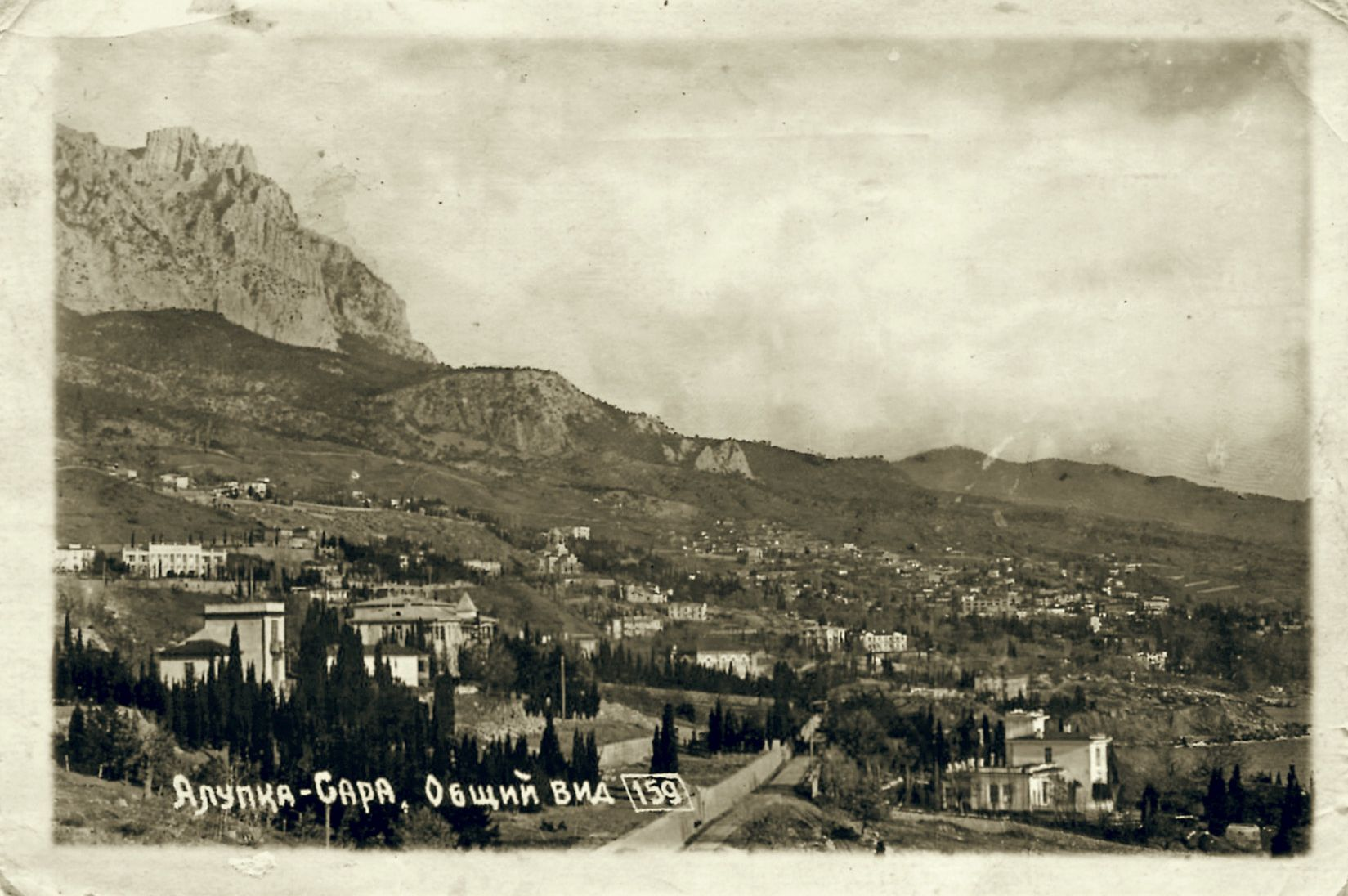
Alupka kolem roku 1908: Vpravo dole Kramářova vila Barbo, vlevo nahoře Voroncovův palác

### Novověk

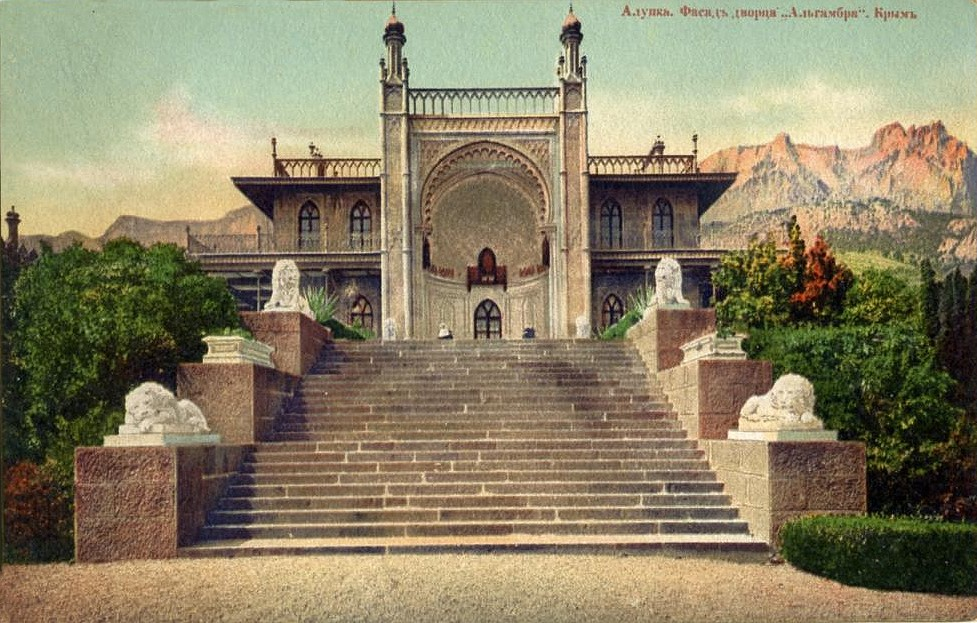
Voroncovův palác s medicejskými lvy

Podle Bulletinu všech vesnic Simferopolského újezdu bylo ke dni 9. října 1805 v osadě Alupka 37 domácností a 223 obyvatel, výhradně Krymských Tatarů.  V roce 1823 přešla Alupka do vlastnictví Michaila Semjonoviče Voroncova, který zde dal postavit romantický Voroncovský palác, pravoslavný kostel a mešitu. Alupka byla v Ruské říši součástí Taurské gubernie, která existovala až do října 1921.
Od závěru 19. století se Alupka stala oblíbeným letoviskem bohatých podnikatelů  z Ruské říše i ze zahraničí, stavěli si luxusní rezidence (například moskevský továrník Abrikosov nebo český politik Karel Kramář).   Po Říjnové revoluci byly zámek i vily zkonfiskovány a území se od roku 1921 stalo součástí Autonomní sovětské socialistické republiky Krym v rámci Ruské Sovětské socialistické republiky.
Během 20. a 30. let sloužily rekreační objekty jednak stalinským představitelům a další byly adaptovány na kolektivní zařízení. Byla vytvořena infrastruktura osady a budována další rekreační zařízení. Po občanské válce bylo v Alupce postaveno 22 objektů lázní. V průběhu let se zde léčili a nebo odpočívali Fjodor Ivanovič Šaljapin, Maxim Gorkij, Valerij Brjusov, Ivan Bunin, Sergej Rachmaninov a další.
"Seznam osad Krymské ASSR podle sčítání všech odborových svazů ze dne 17. prosince 1926" zaznamenal v letovisku Alupka 881 domácností s 2950 lidmi, z toho 1445 Rusů, 222 Ukrajincků, 903 Krymských Tatarů, 148 Řeků, 82 Židů, 34 Arménů, 24 Bělorusů, 13 Poláků, 11 Němců, 7 Lotyšů, 2 Bulhary, 2 Čechy a ostatní. Byly zde řecké, ruské a tatarské školy.
V roce 1938 získala Alupka statut města. 
Roku 1954 byla rezolucí Nejvyššího sovětu SSSR u příležitostí 300. výročí Perejaslavské smlouvy Alupka a celá Krymská oblast připojena k Ukrajinské sovětské socialistické republice. V letech 1991 až 2014 byla Alupka součástí nezávislé Ukrajiny. Od mezinárodně neuznaného připojení Krymu k Rusku v březnu 2014 patří Alupka de facto k Rusku. De jure v souladu s mezinárodním právem patří stále Ukrajině.

## Ekonomika
Od 80. let 19. století město žilo z turistického ruchu. Také v nynější době sem obyvatelé bývalého Sovětského svazu jezdí při rekreaci k Černému moři. Ve městě jsou přímořské klimatické koupele, kde se léčí převážně tuberkulóza.

## Památky

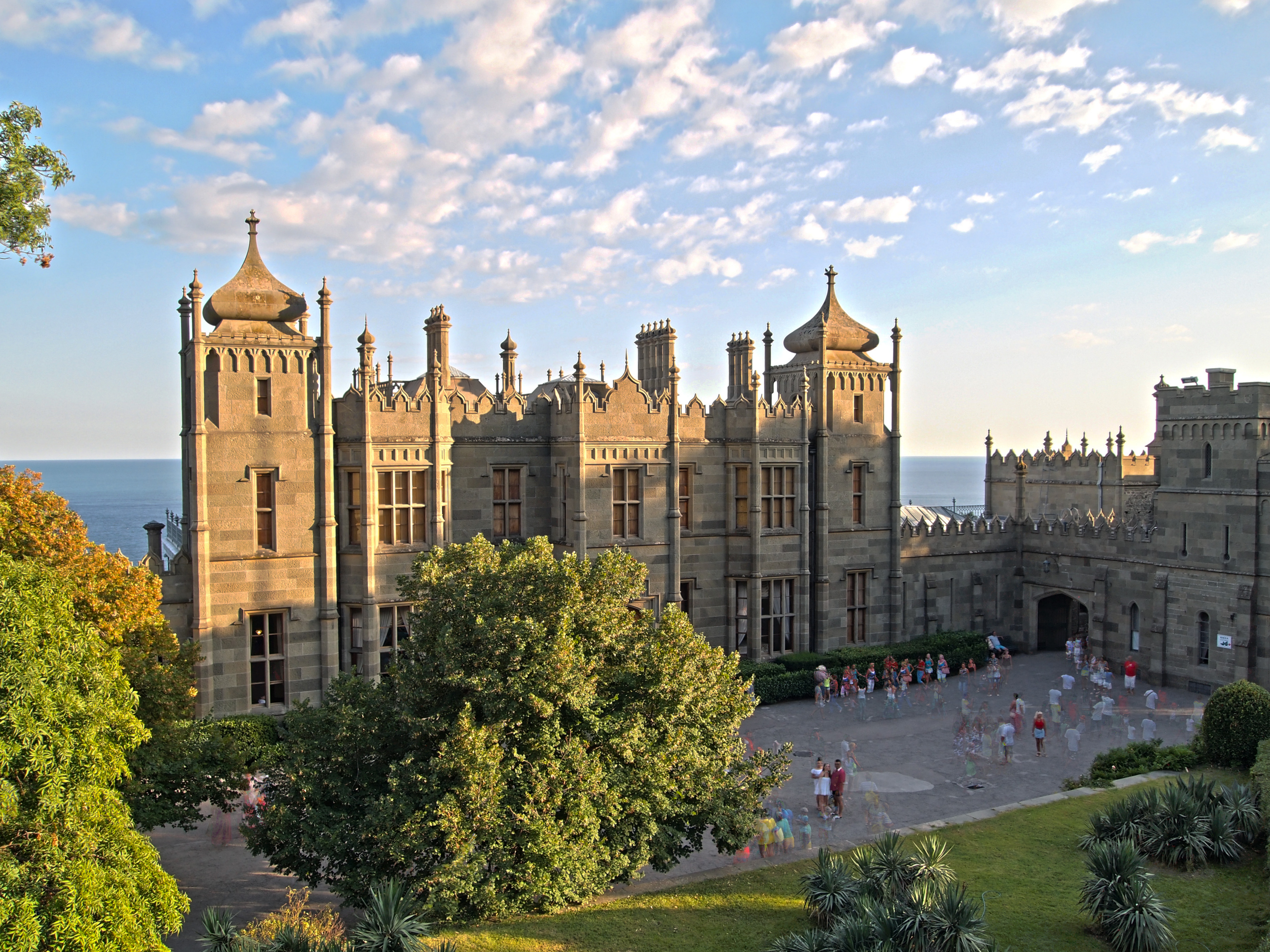
Hlavní dvůr Voroncovova paláce

- Voroncovský palác – rozsáhlý trojkřídlý zámek ve stylu romantismu byl vystavěn v letech 1828–1846, je obklopen Voroncovovým - Alupkinským parkem o rozloze 40 hektarů. Stavbu navrhl anglický architekt Edward Blore pro  knížete Michaila Semjonoviče Voroncova. Její konstrukce je moderní, s ocelovými sloupy a terasami. V romantické výzdobě se střídají různé slohy a prvky gotiky, renesance (mramorové sochy lvů jsou kopiemi florentských soch Mediciů), vstupní portikus na schodišti je maurskou Alhambrou. Jedno křídlo bylo přistavěno pro knížete Šuvalova. Vnitřní zařízení se dochovalo jen z malé části.
- Abrikosova vila - Vila Alexeje Alexejeviče Abrikosova (1856-1931), podnikatele, majitele továrny na čokoládu a cukrovinky v Moskvě, vydavatele filozoficko-psychologického časopisu a prvního manžela Naděždy Chljudovové-Kramářové
- Vila Barbo (Barbo znamená rusky brada, zde ve významu svaté relikvie, Kristova vousu), proto v době socialismu přejmenována na Majevka; novoklasicistní patrovou vilu se sloupovým portikem navrhl český architekt Jan Kotěra pro českého politika Karla Kramáře a jeho manželku Naděždu, rozenou Chljudovovou (1862—1936)[3], doplnění dekorace jednoho průčelí podle Naděždina přání navrhl ruský inženýr E. A. Tatarinov; sochařskou výzdobu vytvořil český sochař Vojtěch Eduard Šaff. Od té doby, kdy vilu zabrali Sověti, stala se - a je až do současnosti - nepřístupnou. V ruské literatuře je její lokace mlhavě na Jaltě. [4]

## Osobnosti města
- Sultan Amet-Chan, letec, dvojnásobný Hrdina SSSR
- Alexander Khmelik, ruský filmový producent a scenárista
- Evgeni Aldonin, ruský fotbalista
- Karel Kramář s manželkou Naděždou, český politik